# Rue du Rempart (Paris)
Ne doit pas être confondu avec Rue Basse-du-Rempart, Rue Jean-Beausire, Rue Sainte-Foy, Impasse Saint-Claude, Rue Meslay ou Rue Jeannisson.
Pour les articles homonymes, voir Rue du Rempart.
La rue du Rempart est une ancienne voie de Paris, appartenant au 1er arrondissement (ancien 2e arrondissement). Cette voie disparait lors du percement de l'avenue de l'Opéra et de l'aménagement concomitant de la place du Théâtre-Français, actuelle place André-Malraux, dans les années 1860-1870.

## Situation
La rue du Rempart était la plus petite jonction, donc la plus au sud, entre les rues Saint-Honoré (à l'emplacement exact de la deuxième porte Saint-Honoré) et de Richelieu. Elle aboutissait vis-à-vis de la rue Saint-Nicaise d'un côté et du Théâtre Français de l'autre.
Avant 1859, elle appartient à l'ancien 2e arrondissement, ancien quartier du Palais-Royal. Après 1859, elle appartient au 1er arrondissement, quartier du Palais-Royal.

## Odonymie
La rue tient son nom du rempart que constituait l'enceinte de Charles V et le long du tracé duquel la voie a été ouverte.

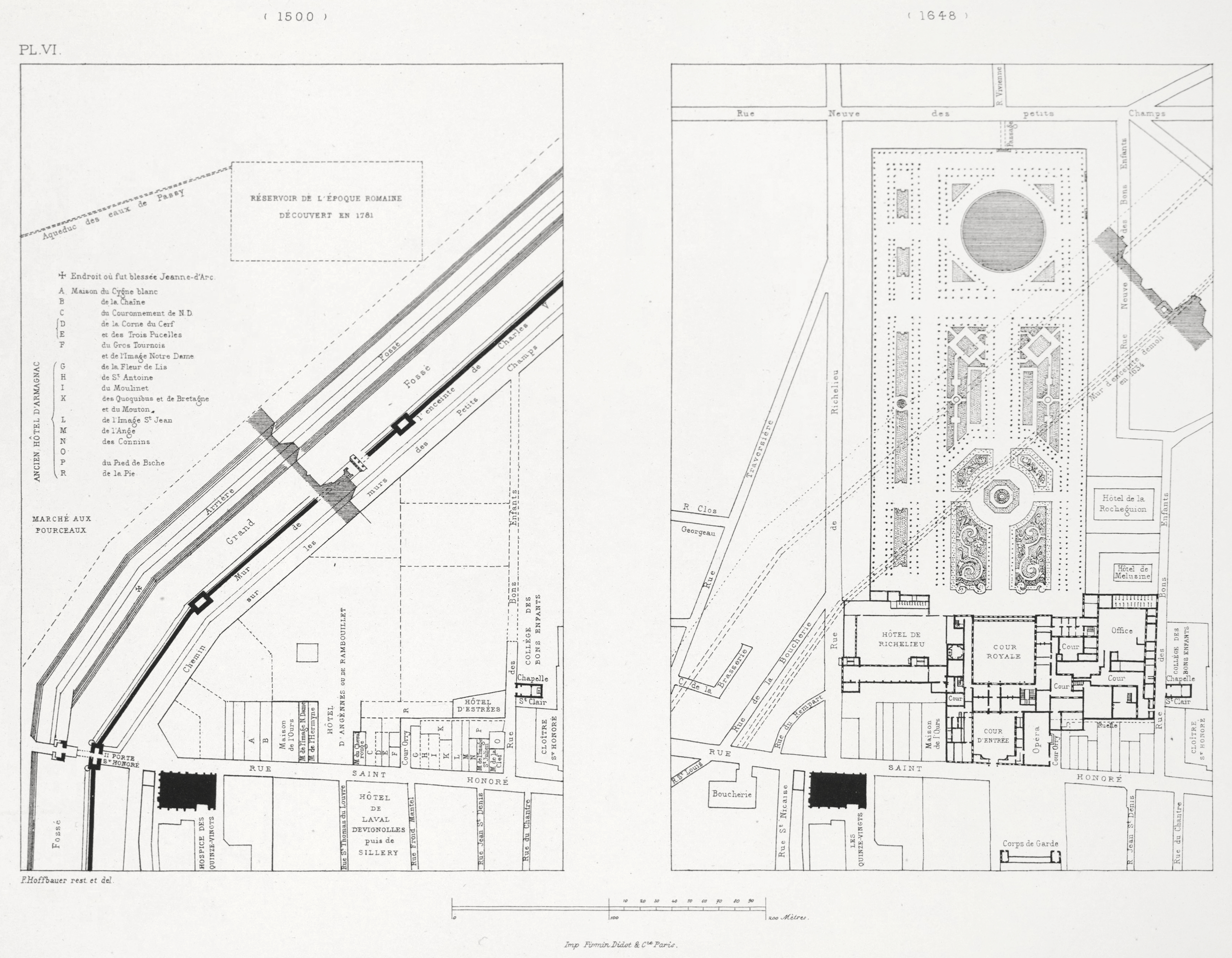
Situation de l'enceinte et de la rue après la destruction de l'enceinte.

En 1636, la voie se nommait « rue Champin » ; en 1652, elle avait repris le nom « rue du Rempart ». Au XIXe siècle, la rue a été parfois appelée « rue Jeanisson » ou « rue du Rempart-Saint-Honoré », pour éviter la confusion avec d'autres voies portant le même odonyme, notamment les actuelles rues Sainte-Foy, Jean-Beausire et Meslay (cette dernière s'étant appelée « rue des Remparts »), qui longeaient le même mur.

## Histoire
La rue est ouverte à la faveur de la construction de l'enceinte de Louis XIII, ayant entraîné l'obsolescence et donc la destruction de la partie occidentale de l'enceinte de Charles V sur la rive droite. Sous l'impulsion du cardinal de Richelieu, un nouveau quartier est aménagé à l'ouest du Palais-Cardinal (futur Palais-Royal), généralement désigné sous le nom de « faubourg Richelieu ». Ainsi, le tracé de la rue du Rempart suit la direction du mur abattu, comme c'est le cas pour les rues du lotissement auxquelles elle est plus ou moins parallèle, également ouvertes sur l'emplacement du mur, que sont les rues de la Boucherie (ou des Boucheries) et Traversière (actuelle rue Molière).
La disparition de la rue s'est faite en deux temps. En application du décret du 24 août 1864 commandant l'ouverture de l'avenue de l'Opéra, l'îlot formé par les rues Saint-Honoré, de Richelieu et du Rempart, c'est-à-dire le trottoir sud de cette dernière, a été démoli. Les changements de régime politique ont entraîné la suspension des travaux. Pendant une décennie, une petite place a ainsi été bordée par le trottoir nord de la rue du Rempart. C'est à la suite du décret du 27 juin 1876 que les travaux de percement de l'avenue l'Opéra ont repris, entraînant la disparition définitive de cette rue du Vieux Paris.